# Tessema Abshero
Tessema Abshero (9 dicembre 1986) è un ex mezzofondista e maratoneta etiope.

## Biografia
Nel 2002 si è piazzato in tredicesima posizione nella gara juniores dei Mondiali di corsa campestre, vincendo anche una medaglia d'argento a squadre; sempre nello stesso anno ha inoltre preso parte anche ai campionati africani, terminando in decima posizione la gara dei 5000 m con il tempo di 13'52"47. Nel 2003 ha nuovamente partecipato ai Mondiali di corsa campestre, gareggiando sia nella gara juniores (chiusa in ottava posizione e con una medaglia d'argento a squadre) sia nella gara del cross corto seniores, chiusa in dodicesima posizione e con un'ulteriore medaglia d'argento a squadre.
Nel 2004 ha invece gareggiato esclusivamente nella gara juniores, la sua terza consecutiva, chiusa al nono posto e con una medaglia d'argento a squadre. Nel 2005, al suo quarto Mondiale di corsa campestre consecutivo, ha invece gareggiato nel cross lungo seniores, terminando la gara in trentesima posizione e vincendo la medaglia d'oro a squadre.
Negli anni seguenti ha iniziato a gareggiare principalmente su strada, esordendo in maratona nel 2007.

## Palmarès
| Anno | Manifestazione      | Sede          | Evento         | Risultato | Prestazione | Note |
| ---- | ------------------- | ------------- | -------------- | --------- | ----------- | ---- |
| 2002 | Mondiali di cross   | Dublino       | Corsa juniores | 13º       | 22'58"      |      |
| 2002 | Mondiali di cross   | Dublino       | A squadre      | Argento   | 24 p.       |      |
| 2002 | Campionati africani | Tunisi        | 5000 m piani   | 10º       | 13'52"47    |      |
| 2003 | Mondiali di cross   | Losanna       | Corsa breve    | 12º       | 11'29"      |      |
| 2003 | Mondiali di cross   | Losanna       | A squadre      | Argento   | 31 p.       |      |
| 2003 | Mondiali di cross   | Losanna       | Corsa juniores | 8º        | 23'22"      |      |
| 2003 | Mondiali di cross   | Losanna       | A squadre      | Argento   | 28 p.       |      |
| 2004 | Mondiali di cross   | Bruxelles     | Corsa juniores | 9º        | 25'12"      |      |
| 2004 | Mondiali di cross   | Bruxelles     | A squadre      | Argento   | 25 p.       |      |
| 2005 | Mondiali di cross   | Saint-Galmier | Corsa lunga    | 30º       | 37'33"      |      |
| 2005 | Mondiali di cross   | Saint-Galmier | A squadre      | Oro       | 24 p.       |      |

## Altre competizioni internazionali
2005
- 4º alla Zevenheuvelenloop ( Nimega), 15 km - 43'39"
- Bronzo alla Montferland Run ( 's-Heerenberg), 15 km - 44'03"

2006
- Argento alla Mezza maratona di Tempe ( Tempe) - 1h02'57"

2007
- 4º alla Maratona di Enschede ( Enschede) - 2h15'58"
- 4º alla Maratona di Dublino ( Dublino) - 2h14'22"

2008
- 4º alla Maratona di Amburgo ( Amburgo) - 2h08'26"
- 7º alla Maratona di Seul ( Seul) - 2h11'09"
- 8º alla Mezza maratona di Lisbona ( Lisbona) - 1h02'34"
- Argento alla San Blas Half Marathon ( Coamo) - 1h03'50"
- 4º alla 20 km di Alphen aan den Rijn ( Alphen aan den Rijn) - 57'40"

2009
- 11º alla Maratona di Londra ( Londra) - 2h11'18"
- Bronzo alla 20 km di Alphen aan den Rijn ( Alphen aan den Rijn) - 57'58"

2010
- 10º alla Mezza maratona di Reims ( Reims) - 1h05'32"
- 12º alla Marseille-Cassis ( Marsiglia), 20,3 km - 1h05'10"